# Chocuń
Chocuń (ukr. Хоцунь) – wieś na Ukrainie w obwodzie wołyńskim, w rejonie kamieńskim. W 2001 r. liczyła 383 mieszkańców.
Do 2020 w rejonie lubieszowskim. 